# Colonia Benito Juárez, Olinalá
Colonia Benito Juárez är en ort i Mexiko.   Den ligger i kommunen Olinalá och delstaten Guerrero, i den sydöstra delen av landet, 180 km söder om huvudstaden Mexico City. Colonia Benito Juárez ligger 1 505 meter över havet och antalet invånare är 121.
Terrängen runt Colonia Benito Juárez är kuperad. Runt Colonia Benito Juárez är det ganska glesbefolkat, med 28 invånare per kvadratkilometer. Närmaste större samhälle är Huamuxtitlán, 13,2 km sydost om Colonia Benito Juárez. I omgivningarna runt Colonia Benito Juárez växer huvudsakligen savannskog.